# Erik Wahlstedt
Erik Wahlstedt (født 16. april 1976) er en svensk tidligere fodboldspiller. Han spillede blandt andet for IFK Göteborg, Helsingborg og Esbjerg.
Wahlstedt slog igennem i IFK Göteborg i Champions League i midten af 1990'erne som angriber, men blev i Esbjerg fB omskolet til at spille højre back.

Klubber
- 1982-1992: BK Astrio
- 1992-1997: IFK Göteborg
- 1997-2001: Helsingborgs IF (180 kampe, 24 mål)
- 2001-2004: Esbjerg fB (90 kampe, 2 mål)
- 2004-20??: Helsingborgs IF